# Como
Como er hovedstad i den norditalienske provins af samme navn. Byen, der har 83.184 (2023) indbyggere, ligger i bunden af den vestlige gren af Comosøen, få kilometer fra grænsen til Schweiz. Como er i dag så meget vokset sammen med den schweiziske by Chiasso, at det fornemmes som samme by, når man passerer ad motorvejen.

## Økonomi
Comos økonomi var førhen stærkt baseret på industriproduktion, især tekstiler. Silkeproduktionen var berømmet verdenom, og design og salg af silkevarer underbygger stadig en væsentlig del af byens identitet.
Nedgangen i industriproduktionen i Italien har også ramt Como, men er i store træk blevet modvirket af en opgang i serviceerhverv, med turisme som en af de mere synlige brancher.